# Coccobius euphorbiae
Coccobius euphorbiae is een vliesvleugelig insect uit de familie Aphelinidae. De wetenschappelijke naam is voor het eerst geldig gepubliceerd in 1957 door Risbec.